# Syntenie
Die Syntenie, seltener Syntänie, abgeleitet vom Griechischen σύν (syn – zusammen) und ταινία (tainíā – Band), ist ein Begriff aus der vergleichenden Genomik und Bioinformatik. Der Begriff wird heute meist für Genloci orthologer Gene verwendet, die bei verschiedenen biologischen Arten auf Chromosomen-Bereichen gemeinsamer evolutionärer Abstammung liegen. Syntenie verrät die Geschichte konstant erfolgreicher Gene. Enthalten Chromosomen verschiedener Arten dieselben orthologen Gene in derselben Anordnung, bedeutet dies, dass die Syntenie durch ihre Entwicklungsgeschichte beibehalten wurde. Solche konservierten Bereiche heißen Syntenie-Blöcke. Anstelle von konservierter Syntenie wird abkürzend oft nur von Syntenie gesprochen.
Ursprünglich wurde der Begriff anders definiert und für Gene verwendet, die bei Individuen derselben Art auf demselben Chromosom sitzen, ohne deswegen immer Genkopplung aufzuweisen. Dieser Sprachgebrauch wird in wissenschaftlichen Zeitschriften manchmal noch verwendet.
Syntenie-Studien setzen voraus, dass die in Frage stehenden Genome sequenziert und in Datenbanken zugänglich sind. Einen mächtigen Daten-Browser bietet die University of California, Santa Cruz, USA.

## Grundlagen
Im Rahmen der vergleichenden Genomik werden die Genome verschiedener Arten miteinander verglichen, um ihre Evolutionsgeschichte und Verwandtschaft zu bestimmen, um die Funktion und den Funktionswandel verschiedener Gene aufzuklären und um, darauf aufbauend, dadurch möglicherweise ausgelöste oder geförderte Krankheiten heilen zu können. Dieser Vergleich wird dadurch erschwert, dass sich die DNA-Sequenzen zweier Arten nach der Artbildung auseinanderentwickeln. Dabei treten nicht nur Punktmutationen auf, die SNPs ergeben, sondern es können ganze Abschnitte verdoppelt werden oder durch Inversionen, Translokationen und andere Umbauten tiefgreifend umgestaltet werden oder auch verloren gehen.
Der genaue Vergleich der Sequenzen, Alignment genannt, gelingt daher nur bei nahe verwandten Arten oder über kurze Sequenzabschnitte. Oft ist es aber möglich, homologe Gene in ähnlicher Abfolge über längere Abschnitte eines Chromosoms bei verschiedenen Arten nachzuweisen. Diese Kolinearität bezeugt ihre konservierte Syntenie. 
Der Sequenzvergleich erfolgt computergestützt, mit den Methoden der Kombinatorik. Dafür sind im Rahmen der Bioinformatik zahlreiche Algorithmen in Gebrauch, die laufend verbessert werden.

## Beispiele
- Pflanzengenome. An sequenzierten Genomen der Reispflanze und der Sorghumhirse wird die Anwendung eines Rechner-Programms vorgestellt. Der Quelltext ist samt Dokumentation frei erhältlich.[9]
- Biologie querdurch. Die genetischen Änderungsraten schätzt man bei Wirbeltieren auf 2 Änderungen in einer Million Jahre. Damit wäre die Rate etwa dreimal höher als bei Hefen. Bedenkt man jedoch, dass die Wirbeltiere um die 200 mal größere Genome besitzen, dann ist die Umbaurate der Hefen pro Mega-Basenpaar (Mb) mindestens 50 mal höher. – Die Autoren weisen darauf hin, dass die Syntenie mit der Genkopplung zusammenhängt, da die beiden Wörter ursprünglich Synonyme waren.[10]
- Röhrenblattläuse. Die Evolution der Chromosomen von Röhrenblattläusen, wichtigen Pflanzenschädlingen, wurde mit drei Genom-Montagen untersucht. Die DNA-Sequenzen für diese Syntenie-Studie lieferten die Grüne Pfirsichblattlaus, die Erbsenlaus und die Maisblattlaus (Rhopalosiphum maidis). Ergebnis: Der Gengehalt des X-Chromosoms der Röhrenblattläuse blieb in den letzten 30 Millionen Jahren unverändert, obwohl es viele Transposon-Elemente trägt. Im Gegensatz dazu erfuhren die Autosomen dramatische Umbauten, sodass keine Homologien zu erkennen sind zwischen den Chromosomen des Erbsen- und des Pfirsich-Schädlings einerseits und der Maisblattlaus andererseits.[11]
- Schmetterlinge. Die Genome der beiden Edelfalter „Kleiner Kurier“ und „Großer Kurier“ (Heliconius melpomene und H erato) dienten als Grundlage (Referenz), um vorläufige Genom-Montagen von 16  Heliconius-Arten zu verbessern. Die errechneten Syntenien sollten den jeweiligen Chromosomensätzen möglichst vollständig entsprechen. So konnten die Autoren die genomischen Daten zu 95,7 % bis 99,9 % den Chromosomen der untersuchten Arten zuordnen. Die erzielten Prozentwerte sind respektabel, denn diese Arten besitzen Genomgrößen zwischen 270 Mb und 422 Mb.[12]
- Taufliegen. Die Drosophila-Familie bot Gelegenheit, genomweite Neuordnungen der Gene in nahe verwandten Arten zu suchen. Von zwölf Arten waren die kompletten Genome bekannt, nämlich von Drosophila melanogaster, deren Genom als  Referenz diente. Daran wurden die Genome von D sechellia, D simulans, D yakuba, D erecta, D ananassae, D pseudoobscura, D persimilis, D willistoni, D virilis, D mojavensis und D grimshawi untersucht. In der zitierten Reihenfolge trennten sich die Arten von D melanogaster, und zwar D sechellia  und D simulans vor etwa 5 Millionen Jahren, jedoch bereits vor 63 Millionen Jahren entstanden D virilis, D mojavensis und D grimshawi. Um drei Fragen ging es: Blieben in diesen Arten Syntenie-Blöcke erhalten? Die Antwort: Ja, erwartungsgemäß. – Was hat die ursprünglichen Syntenie-Blöcke gesprengt? Das waren vorwiegend parazentrische Inversionen, welche die Gene innerhalb ihrer Chromosomenarme neu ordneten. – Wie häufig kam es in der Evolution zu Ereignissen, welche die Gene umordneten? Das Auflösen der ursprünglichen Genordnung war zwischen den Arten in der veranschlagten Evolutionszeit ein annähernd linearer Prozess.[13]
- Wirbeltiere. Durch genomische Vergleiche mit dem Lanzettfischchen, einem wirbellosen Chordaten, wird der Entwicklungsgeschichte der Vertebraten nachgegangen. Die untersuchten Genome sind durch Verdopplungen, Fusionen und Umlagerungen (rearrangements) von 17 grundlegenden Kopplungsgruppen entstanden.[14]
- Mensch & Maus. In den menschlichen Chromosomen gibt es 331 duplizierte Segmente, die auch im Mäusegenom gedoppelt sind. Die genetischen Duplikate sind 0,7–5,5 Mb lang. Der Befund bedeutet, dass diese Doppelungen vor der entwicklungsgeschichtlichen Trennung von Maus und Mensch passiert sind.[15]
- Suche nach mikroRNAs. Mit Sequenzen menschlicher miRNAs wurden neue miRNAs von Schimpanse, Gorilla, Orang-Utan und Rhesusaffe gefunden beziehungsweise bereits bekannte bestätigt. Die untersuchten RNAs stammten aus Gehirn oder Leber der Primaten, wo sie bei der Genregulation mitwirken könnten.[16]

## Geschichte
Bereits die frühen Genetiker verglichen einzelne Fliegen-Arten und stellten fest, dass diese bestimmte gleiche Gene in Bereichen ihrer Chromosomen besaßen. So zeigen die ersten Kopplungskarten der großen Chromosomen von Drosophila pseudoobscura und D melanogaster die einander entsprechenden Genorte. Die Übereinstimmungen bedeuten, dass diese Genorte trotz möglicher Lageveränderungen dieselben (genetischen) Informationen enthalten. Die Genorte sind homolog; sie bewahrten während der Evolution identische Informationen. Diesen Zusammenhang hat man sogleich begriffen und zuerst – nach dem Entdecker – von „Muller-Elementen“ gesprochen.
Die englische Bezeichnung „synteny“ führte John Renwick von der London School of Hygiene and Tropical Medicine auf dem vierten Internationalen Kongress für Humangenetik 1971 in Paris ein. Da die Artikel allein den Karyotyp des Menschen behandelten, wurden syntene Genorte nur je einem Chromosom zugeordnet.